# Чосонский фарфор с драконами
Чаши с драконом — подвид традиционного расписного корейского фарфора с изображением дракона, производившийся в эпоху Чосон (1392—1910) считавшийся элитарным и редким и использовавшийся чаще всего при королевском дворе для ритуальных церемоний. Некоторые подобные сосуды могли служить для бытовых целей — в качестве ваз для искусственных цветов, украшения для тронных залов или сосудов для вина. Большая часть сосудов с изображением драконов производилась в прославленных гончарных мастерских в мастерских в Пунвоне кор. 분원?, 分院?, обслуживавших королевский двор. Королевский двор обслуживали 380 гончаров, производивших белый и расписной фарфор, а работа печей для обжига строго контролировалась Саонвоном — государственным бюро, отвечавшим за питание и поставку еды для королевского двора.
Чаши и сосуды этого типа имеют стилизованный рисунок в виде большого корейского дракона, летящего над облаками, выполненный подглазурными красками. Дракона могли изображать держащим в одной из своих лап «драконью державу», известную под названием Ёиджу (кор. 여의주). Фарфоровые чаши с кобальтовым изображением дракона были популярны в Корее с XVII по XIX век, однако этот мотив появлялся и в декоре сосудов пунчхон XV—XVI веков. Дракон был популярным символом на территории стран Восточной Азии; дракон считался символом власти и силы, но при этом благоприятным и доброжелательным существом, которого не стоит бояться. В 1754 году ван Ёнджо издал указ, согласно которому для керамики могли использоваться лишь пигменты на основе железа, за исключением чаш с драконами. Эта мера была введена, поскольку в страну по военным и политическим причинам прекратился ввоз традиционного для керамики кобальта для голубого пигмента; также для чаш с драконами часто использовался оксид железа, при помощи которого получался рисунок коричневого цвета.
Некоторые чосонские чаши с изображением драконов из них входят в реестр Национальных сокровищ Кореи. В 1996 году, несмотря на трещину, чаша с драконом XVII века была продана на аукционе Кристис за 8,6 миллионов долларов; в 2012 году аукционная цена на чашу с двумя драконами, созданную в XVIII веке, достигла 3,2 миллионов долларов.